# Informatician

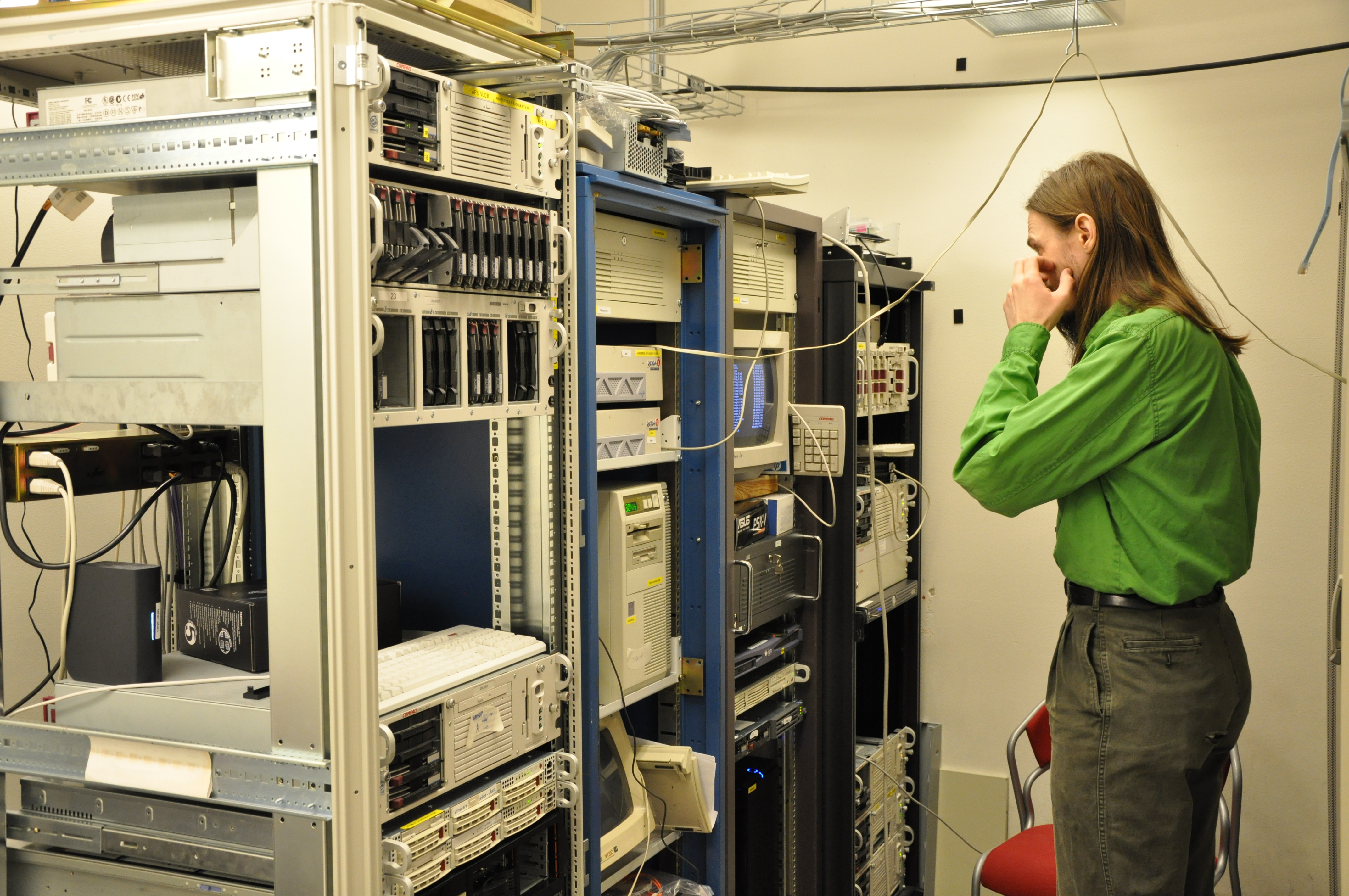
Informatician

Informaticianul este un lucrător specializat în domeniul informaticii. Informaticienii pot fi generaliști sau pot fi specialiști hardware sau software.
Informaticianul nu se regăsește sub această denumire în Clasificarea ocupațiilor din România (COR), dar se regăsește în Grupa majoră 2 - Specialiști în diverse domenii de activitate, Subgrupa majoră 25 - Specialiști în tehnologia informației și comunicațiilor, Grupa minoră 251 - Analiști programatori în domeniul software. Aici sunt cuprinși proiectanții de software care cercetează, analizează și evaluează cerințele pentru aplicațiile informatice existente sau noi și pentru sistemele de operare, proiectează, dezvoltă, testează și întrețin soluțiile software pentru a satisface aceste cerințe. Din această categorie fac parte 251201 analist, 251202 programator, 251203 inginer de sistem în informatică, 251204 programator de sistem informatic.

## Vezi și
- Lista oamenilor de știință în tehnologia informației